# Mara Venier

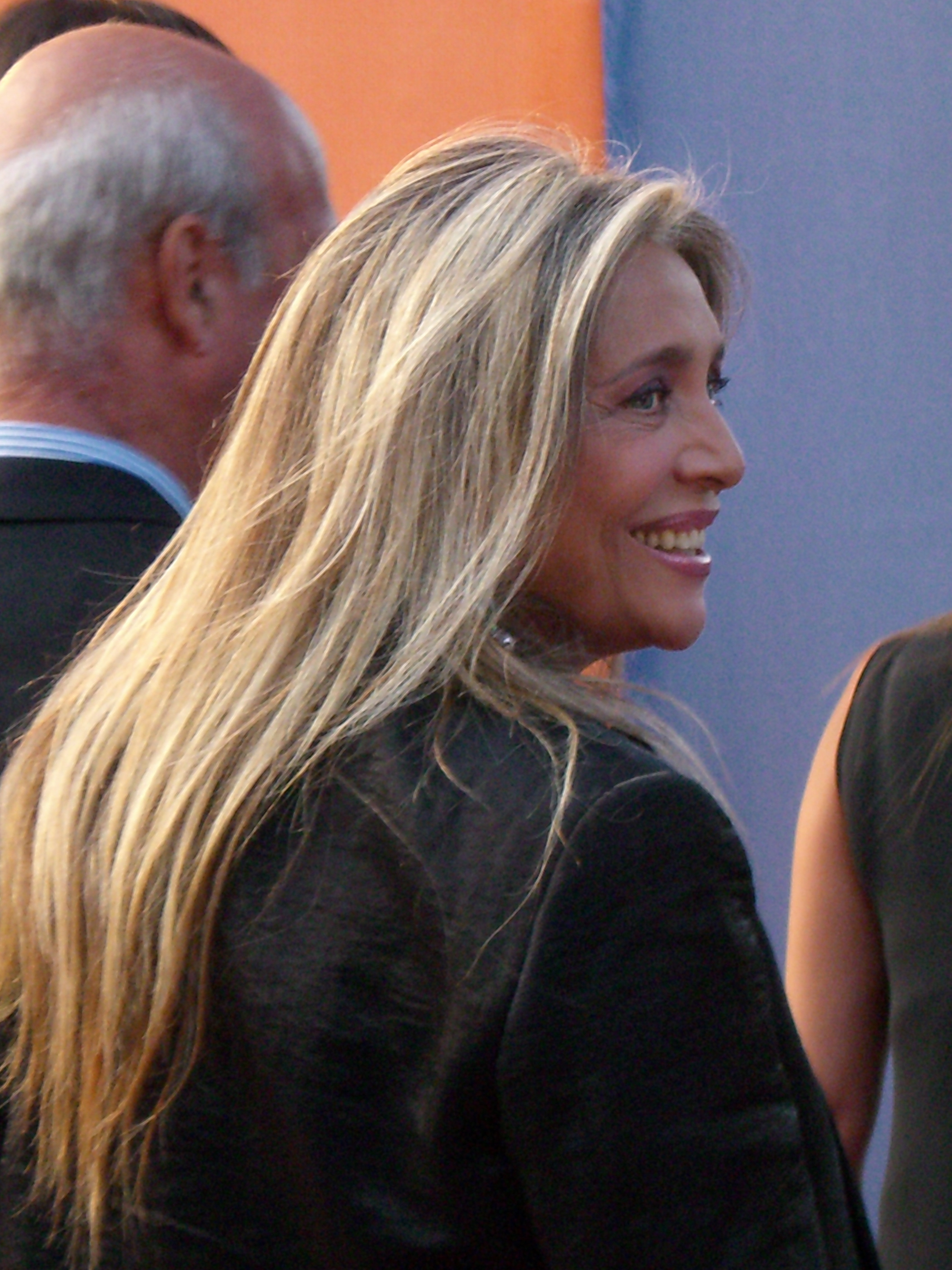
Mara Venier

Mara Venier (Venetië, 20 oktober 1950) is een Italiaans presentatrice en voorheen ook actrice - dat laatste onder haar echte naam, Mara Provoleri.
In Europa is ze vooral bekend als presentatrice van diverse spel- en praatprogramma's op RaiUno, waaronder Domenica in op zondagmiddag.